# Elvis Fléming
Elvis Fléming (ur. 13 maja 1989) – piłkarz z Saint-Martin, grający na pozycji pomocnika.

## Kariera piłkarska

### Kariera klubowa
W sezonie 2009/10 występował w czwartoligowym francuskim klubie Jeunesse Villenavaise. W sezonie 2013/14 zasilił skład Bassin d'Arcachon Sud.

### Kariera reprezentacyjna
W 2006 debiutował w narodowej reprezentacji Saint-Martin. W 2010 rozegrał 3 mecze w Pucharze Karaibów w piłce nożnej.